# Etničke grupe Argentine
Etničke grupe Argentine: 39.934.000 stanovnika, blizu 60 naroda
- Afroargentinci, 128.000
- Arapi, 112.000
  - Palestinski Arapi, 1.000
  - Sirijski Arapi, 1.039.000
- Argentinci, 28.509.000
- Argentinski kreoli, 1.569.000
- Armenci, 134.000
- Ashluslay, 200
- Aymara, Caranga, 30.000
- Aymara, Središnji, 10.000
- Bjelorusi, 3.500
- Britanci, 	8.500
- Caingang, 2.000
- Caingua, 500
- Chane, 1.500
- Chorote, Eklenjuy, 1.100
- Chorote, Manjuy 1.200
- Česi, 7.200
- Francuzi, 15.000
- Galjegi, 677.000
- Grci, 	37.000
- Guarani, 976.000
- Guarani, istočnobolivijski, 16.000
- Guarani, Mbya, 12.000
- Güisnay Mataco, 2.200
- Hrvati, 4.000
- Japanci, 34.000
- Katalonci, 178.000
- Kinezi, 69.000
- Korejci, 29.000
- Lao, 1.800
- Lengua, 1.500
- Mapuche, 104.000
- Mocovi, 5.100
- Nijemci, 38.000
- Nocten Mataco, 100
- Pilaga, 4.000
- Poljaci, 178.000
- Portugalci, 14.000
- Quechua, srednjobolivijski, 1.351.000
- Quechua, sjeverozapadni Jujuy, 6.200
- Quechua, Santiago del Estero, 99.000
- Romi, 53.000
- Rumunji, 15.000
- Rusi, 28.000
- Slovaci, 8.200
- Slovenci, 10.000
- Srbi, 5.700
- Španjolci, 527.000
- Talijani, 	1.871.000
- Tapiete, 100
- Tehuelche, Aonikenk, 200
- Toba, Kom, 16.000
- Ukrajinci, 28.000
- Urugvajci, 712.000
- Vejoz, 26.000
- Velšani, 30.000
- Vilela, 500
- Židovi, 183.000
- neklasificirani i ostali pojedinci 1.089.000